# مایا سارا
 مایا سارا (انگلیسی: Mia Sara؛ زادهٔ ۱۹ ژوئن ۱۹۶۷) یک هنرپیشه، و مانکن اهل ایالات متحده آمریکا است. وی از سال ۱۹۸۵ میلادی تاکنون مشغول فعالیت بوده‌است.
از فیلم‌ها یا برنامه‌های تلویزیونی که وی در آن نقش داشته است، می‌توان به پلیس زمان، روز تعطیل فریس بولر و با شمشیر اشاره کرد.